# Partit Social Demòcrata de Catalunya
El Partit Social Demòcrata de Catalunya (Partido Social Demócrata de Cataluña) fue un partido político español de ámbito catalán de ideología socialdemócrata. Fue creado en abril de 1976 por Jaume Casanovas i Artigas y como escisión de Esquerra Democràtica de Catalunya, por diferencias no tanto ideológicas como de liderazgo. El partido se definía como de izquierda liberal, y se integró dentro de la Federación Socialdemócrata Española, liderada por Francisco Fernández Ordóñez y José Ramón Lasuén.
En mayo de 1977 se unió al Partido Popular, dirigido en Cataluña por Antonio de Senillosa, para formar el Centro Democrático, que finalmente se integró en Unión del Centro Democrático. Sin embargo en las elecciones generales de 1979 se alió con Esquerra Republicana de Catalunya y el Front Nacional de Catalunya.